# Agàtocles de Siracusa
Agàtocles (grec antic: Ἀγαθοκλῆς, llatí: Agathŏcles; segles IV i III aC) fou tirà de Siracusa i rei de Sicília. La seva història és coneguda per Diodor de Sicília i Justí, però el primer va treure el seu relat de Timeu de Tauromènion, expulsat de l'illa per Agàtocles, al qual li tenia un rancor personal.

## Orígens
Va néixer a Termes d'Himera, una dependència cartaginesa, de classe humil, fill de Càrcinos de Règion i germà d'Antandre; el seu pare el volia matar a causa d'un somni que deia que seria un dimoni, però la mare el va protegir, i a set anys el pare se'n va penedir. El va portar a Siracusa i es va dedicar al comerç. Va portar una vida extravagant però amb forta personalitat, fet que li va permetre fer-se amic de Damas, un noble local, sota la protecció del qual es va fer soldat, i arribà a tribú militar.
Quan Dames va morir es va casar amb la seva vídua, una dona molt rica, i així va esdevenir un dels ciutadans més rics de Siracusa. La seva intervenció en l'atac a Règion el va fer prou popular i fou nomenat estrateg (322 aC), però aviat fou condemnat a l'exili (319 aC) i va pujar al poder Sosístrat. La sort va canviar alguns cops i, finalment, contractà els serveis d'un exèrcit mercenari de siracusans i cartaginesos amb els quals va tornar a Siracusa (317 aC), on es feu restablir com a estrateg. Una vegada consolidat el seu poder, ordenà executar 4.000 ciutadans i en va desterrar 6.000, i es va fer proclamar sobirà de la ciutat amb el títol d'autocràtor, però es va declarar favorable a la democràcia, va abolir els deutes i va redistribuir la terra.

## Conquestes
En els anys següents s'apoderà de la part de l'illa que no pertanyia a Cartago:
- Leontins, Catània, Naxos, Tauromènion, Gela, Messana (312 aC);
- Tíndaris, Hímera, Acragant (311 aC);
- Heraclea Minoa, Selinunt, Enna i d'altres incloent ciutats lliures dels sículs.

Hamílcar, fill de Giscó, el general cartaginès que governava la zona sota influència de Cartago, va decidir de combatre'l i el va derrotar en la batalla d'Acragant (juny del 311 aC) i en la d'Hímera (el mateix 311 aC) i Agàtocles fou assetjat a Siracusa, mentre els cartaginesos ocuparen Gela i Camarina. En aquestes condicions, va tenir la intuïció extraordinària de portar la guerra a l'Àfrica al cor dels dominis cartaginesos. Va reclutar un exèrcit local de pobres, als quals va permetre de saquejar tot el que volguessin a l'Àfrica i els va portar cap a Cartago, eludint hàbilment la flota cartaginesa que bloquejava el port (15 d'agost del 310 aC); al cap de sis dies va desembarcar a Àfrica, a cap Hermeon), va fer ofrenes a les dees Demèter i Core (dea de Sicília) amb una corona al cap, i va cremar les seves naus de manera que els soldats no tenien més remei que lluitar o morir. Cartago estava indefensa, sense exèrcit; els cartaginesos van reclutar ràpidament una milícia local mentre els soldats d'Agàtocles anaven ocupant moltes ciutats púniques. A Cartago, es va produir la divisió entre Bomílcar (que aspirava a la tirania i deixava fer) i Hannó (que s'oposava fermament a la invasió, però va morir en combat). Amílcar, assabentat del que passava, va aixecar el setge. Però Agàtocles no afluixava i va atacar i conquerir unes dues-centes ciutats cartagineses, entre les quals cal esmentar Hadrumet, i s'endinsà a l'interior del país, on els nadius l'acollien com un alliberador. Agàtocles es va aliar a Ofel·les, governador egipci de la Cirenaica, que va acceptar enviar un exèrcit a l'oest, amb l'objectiu d'ocupar Cartago (de la qual Agàtocles ja havia iniciat el setge), que esdevindria un estat grec. Quan Ofel·les va anar amb el seu exèrcit, Agàtocles el va convidar a un banquet en el qual el va matar i va assolir la direcció de l'exèrcit del difunt. En aquesta situació, fou capturat Bomílcar i fou executat per crucifixió i això va donar nous ànims als assetjats. Agrigent ho va aprofitar per a revoltar-se i Agàtocles va haver d'anar a l'illa deixant el comandament de l'exèrcit d'Àfrica al seu fill Arcàgat (308 aC), que aviat es va haver d'enfrontar amb un motí dels soldats. Agàtocles va sotmetre Heraclea Minoa (Agrigent), Selinunt i Segesta (307 aC), i va tornar a l'Àfrica, però fou derrotat pels cartaginesos reorganitzats. Agàtocles, davant el temor d'una nova derrota, va abandonar el camp de batalla amb el seu fill Arcàgat, però aquest darrer fou capturat i mort. Els soldats siracusans, en revenja per la traïció d'Agàtocles, van matar els seus fills que havien restat amb els soldats i van fer la pau amb Cartago (306 aC). A Sicília, el seu rival polític Dinòcrates, enviat a l'exili per Agàtocles, havia aixecat un exèrcit, però Agàtocles el 305 aC va signar un acord de pau amb Cartago, mitjançant el qual renunciava a la seva influència en l'illa, i després va derrotar els aixecats, es va reconciliar amb Dinòcrates i va iniciar la consolidació del seu poder a la Sicília grega. En aquest moment, Agàtocles era el rei de Sicília, i sembla que li fou conferit el títol per una assemblea insular el 304 aC.
Després (303 aC), va saquejar les illes Lípares (dominades per Cartago, però d'arrel grega). El 302 aC es va casar amb una filla del rei Ptolemeu I Soter, de nom Teòxena. Poc de temps després, va anar a la mar Jònica per defensar Corcira contra Cassandre (301 aC), i incorporà l'illa als seus dominis. Fins i tot va combatre a Itàlia saquejant Crotona (299 aC) i ajudant Tarant contra els Brutis (298 aC). El 295 aC, la seva filla Lanassa es va casar amb el rei Pirros de l'Epir, al qual va aportar com a dot l'illa de Corcira.

## Decadència i caiguda
Ja vell, la situació familiar es va deteriorar. El seu net Arcàgat el Jove va començar a enverinar el seu avi per assolir la successió com a rei. Agàtocles va témer que la resta de la família corregués igual sort i va enviar la seva dona Teòxena i els seus dos fills a Egipte i després es va suïcidar (289 aC), vers els 72 anys. Els seus mercenaris, principalment reclutats a Itàlia però establerts a Messina, coneguts com els mamertins, es van revoltar en conèixer la seva mort i van fundar una república a Messina, cosa que va originar la Primera Guerra Púnica. Les ciutats gregues no van tardar a recuperar la independència i els cartaginesos van tornar a l'illa; l'obra d'Agàtocles no li va sobreviure. Va regnar durant 28 anys i per popularitat o per temor no podia anar per la ciutat de Siracusa sense la guàrdia personal.